# Out of Our Heads
Out of Our Heads er The Rolling Stones' tredje engelske album og deres fjerde i USA. Det blev udgivet i 1965 af Decca Records i England og af London Records i USA, men med små forskelle. 
Albummet markerede en ændring i bandets musik. På tidligere album havde sangene rødder i  R’n’B. Nu havde man sat guitaren mere i fokus. Albummet gjorde The Rolling Stones til superstjerner, da det indeholdt verdenshittet "(I Can’t Get No) Satisfaction".
Det var også det sidste engelske The Rolling Stones-album med R’n’B covers, da Mick Jagger og Keith Richards var blevet meget mere rutinerede som sangskrivere, da albummet blev udgivet i 1965. 

## Spor

### Udgivelsen i England

#### A-side
1. "She Said Yeah" (Sonny Christy/Roddy Jackson) – 1:34
2. "Mercy, Mercy" (Don Covay/Ronnie Miller) – 2:45
3. "Hitch Hike" (Marvin Gaye/William Stevenson/Clarence Paul) – 2:25
4. "That's How Strong My Love Is" (Roosevelt Jamison) – 2:25
5. "Good Times" (Sam Cooke) – 1:58
6. "Gotta Get Away" (Jagger/Richards) – 2:06

#### B-side
1. "Talkin' 'Bout You" (Chuck Berry) – 2:31
2. "Cry To Me" (Bert Russell) – 3:09
3. "Oh Baby (We Got a Good Thing Goin')" (Barbara Lynn Ozen) – 2:08
4. "Heart of Stone" (Jagger/Richards) – 2:50
5. "The Under Assistant West Coast Promotion Man" (Nanker Phelge) – 3:07 
  - Dette var den sidste Rolling Stones-sang hvor bandet brugte pseudonymet Nanker Phelge.
6. "I'm Free" (Jagger/Richards) – 2:24

### Udgivelsen i USA

#### A-side
1. "Mercy, Mercy" – 2:45
2. "Hitch Hike" – 2:25
3. "The Last Time" (Jagger/Richards) – 3:41
4. "That's How Strong My Love Is" – 2:25
5. "Good Times" – 1:58
6. "I'm Alright (Live)" (Nanker Phelge) – 2:23 
  - Optaget live i marts 1965 i England, og var den første udgivet i juni på EP got LIVE if you want it!

#### B-side
1. "(I Can't Get No) Satisfaction" (Jagger/Richards) – 3:43
2. "Cry to Me" – 3:09
3. "The Under Assistant West Coast Promotion Man" (Nanker Phelge) – 3:07
4. "Play With Fire" (Nanker Phelge) – 2:14 
  - Udgivet som B-side på “The Last Time” i England og USA.
5. "The Spider and the Fly" (Nanker Phelge) – 3:38 
  - Udgivet som B-side på ”(I Can't Get No) Satisfaction” i England.
6. "One More Try" (Jagger/Richards) – 1:58 
  -  Denne sang blev ikke udgivet igen I England før 1971.

## Musikere
- Mick Jagger – Sang, Kor, Mundharmonika, Tamborin
- Keith Richards – Guitar, Elektrisk Guitar, Kor, Akustisk Guitar
- Brian Jones – Guitar, Elektrisk Guitar, Mundharmonika, Akustisk Guitar, Tamburin
- Charlie Watts – Trommer
- Bill Wyman – Bas, Kor
- Jack Nitzsche – Elektrisk Guitar, Klaver, Orgel, Cembalo, Keyboard, Percussion
- Phil Spector – Bas
- Ian Stewart – Klaver, Orgel, Percussion